# Киньети
Киньети — горный пик в Южном Судане, вблизи от угандийской границы. Самая высокая точка страны. Высота горы 3187 м над уровнем моря.
В 1949 году на Киньети были обнаружены образцы редкого растения Festuca elgonensis.

## Панорама

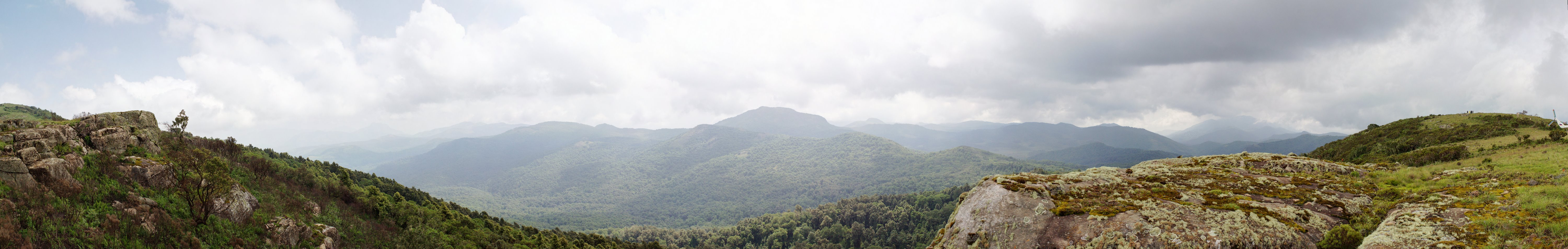
Панорамный снимок с вершины